# OPERA (eksperyment)

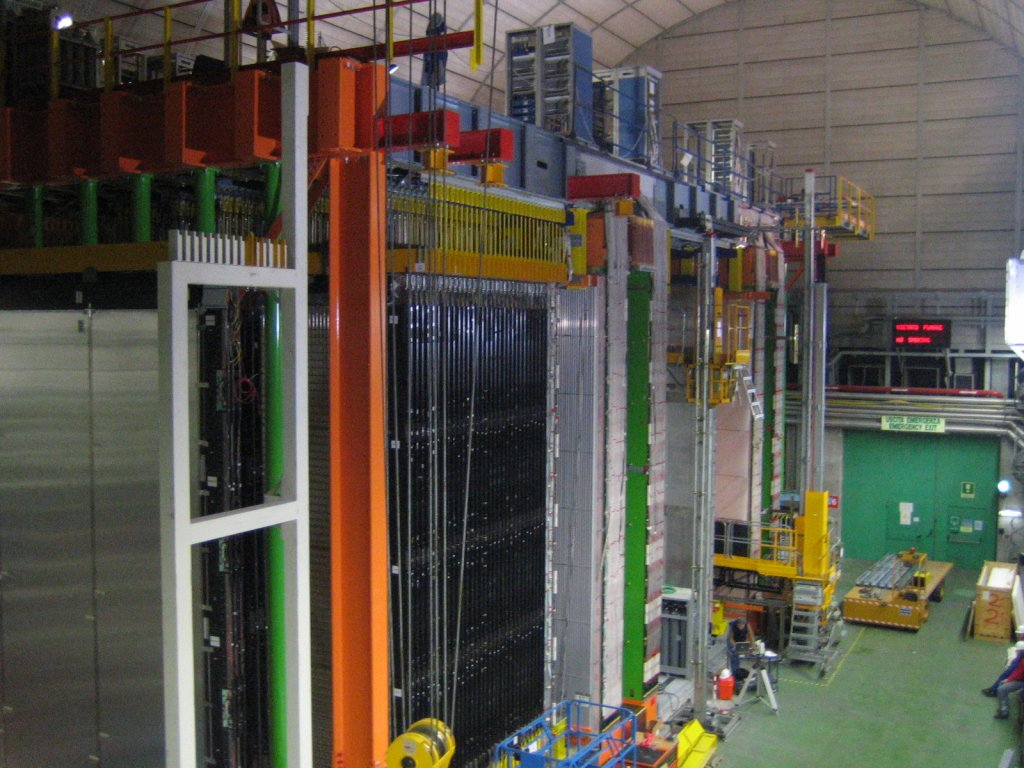
Detektor OPERA

OPERA (Oscillation Project with Emulsion-tRacking Apparatus – Oscylacyjny Projekt z użyciem Emulsyjnego Rejestrującego Aparatu) – eksperyment fizyczny przeprowadzony w podziemnym laboratorium w Gran Sasso we Włoszech, z wykorzystaniem wiązki neutrin produkowanej w CERN przez tamtejszy Supersynchrotron Protonowy. Przeznaczony do badania zjawiska oscylacji neutrin, przede wszystkim do zaobserwowania zjawiska pojawiania się neutrin taonowych w wiązce złożonej początkowo z neutrin mionowych.
23 września 2011 roku ogłoszono przekroczenie prędkości światła przez wiązkę neutrin mionowych, co jest niezgodne z teorią względności Einsteina. 22 lutego 2012 zasugerowano, powołując się na źródła zbliżone do przedstawicieli eksperymentu, że wynik ten był jedynie wynikiem błędów przy pomiarach. Dotychczasowe badania zdają się potwierdzać wystąpienie błędu. Eksperymenty, przeprowadzone w ramach projektu ICARUS są argumentem za tym, że neutrina nie poruszają się szybciej od światła. Oczekuje się dalszych badań, by w pełni obalić wyniki eksperymentu OPERA.

## Szczegóły eksperymentu
W czasie pomiaru prędkości wiązki neutrin wysyłanych do odległego od Genewy o 730 km włoskiego Narodowego Laboratorium Gran Sasso, zaobserwowano, że cząstki te przekroczyły prędkość światła w próżni, uważaną dotąd za najwyższą prędkość we Wszechświecie. Cząstki poprzez skorupę ziemską docierały z prędkością nadświetlną do włoskiego laboratorium o około 60 nanosekund wcześniej niż gdyby się poruszały z prędkością światła w próżni. Zarejestrowano czas przebycia drogi z CERN do INFN przeszło 15 000 neutrin, stwierdzając że poruszały się one z prędkością średnio 1,000020 prędkości światła w próżni. Uczestnik projektu OPERA, Antonio Ereditato powiedział, że zespół naukowców "nie znalazł żadnego technicznego efektu, który mógłby uzasadnić wynik pomiaru".
James Gillies, rzecznik CERN, ogłosił 22 września 2011 r., że naukowcy "zapraszają szeroką społeczność fizyków do zapoznania się z badaniami i przyjrzenia im się krytycznie, a idealnie – o powtórzenie eksperymentu przez kogoś gdziekolwiek indziej na świecie".
Poprzednie doświadczenia nie wykazały statystycznie istotnych prędkości nadświetlnych, choć np. w eksperymencie MINOS przeprowadzonym w Fermilab w 2007 r. ogłoszono nieznaczne przekroczenie prędkości światła w próżni przez neutrina. Naukowcy z tego ośrodka deklarowali zamiar sprawdzenia wyniku CERN-u w najbliższych miesiącach, niemniej powtórzenie eksperymentu nastąpić mogło nie wcześniej niż w 2012 roku.
22 lutego 2012 r. ogłoszono, że neutrina nie przekroczyły prędkości światła w próżni, a błąd pomiaru był spowodowany luźnym osadzeniem kabla światłowodowego w gnieździe łączącym odbiornik GPS z komputerem. Eksperymenty zostały powtórzone jeszcze w tym samym roku, aby potwierdzić lub zaprzeczyć prędkości neutrin większych niż prędkość światła w próżni